# Crestwood (Kentucky)
Crestwood – miasto w Stanach Zjednoczonych, w stanie Kentucky, w hrabstwie Oldham.